# Kolcomysz południowoafrykańska
Kolcomysz południowoafrykańska (Acomys spinosissimus) – gatunek ssaka z podrodziny sztywniaków (Deomyinae) w obrębie rodziny myszowatych (Muridae), występujący w południowo-wschodniej Afryce.

## Zasięg występowania
Kolcomysz południowoafrykańska występuje od południowej Demokratycznej Republiki Konga, północno-wschodniej Zambii i północnego Malawi na południe do Zimbabwe i Mozambiku, na północ od rzeki Limpopo; granice południowe niepewne.

## Taksonomia
Gatunek po raz pierwszy zgodnie z zasadami nazewnictwa binominalnego opisał w 1852 roku niemiecki zoolog Wilhelm Peters nadając mu nazwę Mus (Acomys) spinosissimus. Holotyp pochodził z Buio i Tete, w Mozambiku. 
Analizy genetyczne i molekularne A. spinosissimus potwierdzają jego ważność, granice morfologiczne i odrębność od A. selousi i A. subspinosus. Ostatnio przeprowadzone analizy molekularne i morfometryczne dotyczące kompleksu gatunkowego A. spinosissimus wykazały, że składa się on z trzech trzy różnych kladów, a okazy z Mozambiku i Malawi należą do A. spinosissimus sensu stricto, w przeciwieństwie do okazów z Tanzanii przypisywanych do A. muzei i A. ngurui oraz okazów z Zambezi należących do A. selousi. Autorzy Illustrated Checklist of the Mammals of the World uznają ten takson za gatunek monotypowy.

### Etymologia
- Acomys: gr. ακη akē „ostry punkt”; μυς mus, μυός muos „mysz”[7].
- spinosissimus: łac. spinosissimus „bardzo ciernisty”, forma wyższa od spinosus „ciernisty”, od spina „cierń”[8].

## Morfologia
Długość ciała (bez ogona) 79–97 mm, długość ogona 67–90 mm, długość ucha 12–15 mm, długość tylnej stopy 12–19 mm; masa ciała 20–31 g.

## Ekologia
Kolcomysz południowoafrykańska występuje do wysokości 1800 m n.p.m., na skalistych wzniesieniach na terenach leśno–sawannowych. Gryzonie te są owadożerne.

## Populacja
Kolcomysz południowoafrykańska żyje na rozległym obszarze, jej populacja jest prawdopodobnie duża i stabilna; szczególnie pospolita jest w południowej części obszaru występowania. Nie wiadomo, czy potrafi dostosować się do antropogenicznych zmian środowiska. Występuje w wielu obszarach chronionych. Jest ona uznawana za gatunek najmniejszej troski.